# Месть (рассказ Набокова)
«Месть» — рассказ Владимира Набокова, относящийся к русскому периоду его творчества. Был написан и опубликован (под псевдонимом В. Сирин) в 1924 году.

## Сюжет и история текста
Главный герой рассказа — пожилой профессор биологии, который начинает подозревать молодую жену в измене и до смерти пугает её, положив в постель скелет из лаборатории.
«Месть» была написана весной 1924 года) и увидела свет в том же году в 15-м номере эмигрантского журнала «Русское эхо». В 1996 году она впервые был опубликован в России, в 11-м номере журнала «Звезда».
По мнению биографа Набокова Б. Бойда, писатель в «Мести» «недалеко ушёл от Боккаччо». Русский литературовед Г. Барабтарло написал в своей рецензии, что «в этом маленьком рассказе впервые встречается больше особых приёмов и тем, которыми Набоков пользуется во всех своих зрелых сочинениях, чем в каком бы то ни было другом раннем сочинении». В частности, речь о мотиве мертвеца в постели (позже он появился в рассказе «Картофельный Эльф»), об ослеплении ревностью (роман «Камера обскура»). В то же время Барабтарло отметил, что сюжет рассказа неоригинален: «Первая глава напоминает о самых недолговечных произведениях Бунина; вторая как будто состоит наполовину из Мопассана, наполовину из резких, крупнозернистых сцен немецкого кинематографа тех лет».